# Patrulater armonic
În geometria euclidiană un patrulater armonic este un patrulater inscriptibil la care produsele lungimilor laturilor opuse sunt egale.

## Proprietăți
Fie ABCD un patrulater armonic și M punctul de mijloc al diagonalei AC. Atunci:
- Tangentele la cercul circumscris în punctele A și C și dreapta BD fie se intersectează într-un punct, fie sunt reciproc paralele.
- Unghiurile ∠BMC și ∠DMC sunt egale.
- Bisectoarele unghiurilor B și D se intersectează pe diagonala AC.
- O diagonală BD a patrulaterului este o simediană a unghiurilor B și D din triunghiurile ∆ABC și ∆ADC.